# Meconopsis racemosa
Meconopsis racemosa är en vallmoväxtart som beskrevs av Carl Maximowicz. Meconopsis racemosa ingår i släktet bergvallmor, och familjen vallmoväxter. Utöver nominatformen finns också underarten M. r. spinulifera.